# Teatro Parma 2011
Ligabue live Teatro Parma 2011 (Quasi acustico) è un DVD di Luciano Ligabue uscito nel 2012 in edicola, e documenta il concerto che ha tenuto al Teatro Regio di Parma il 3 marzo 2011, ultima data del tour. 

## Band
- Mel Previte: chitarra elettrica, chitarra acustica, mandolino
- Luciano Luisi: tastiere, cori
- Kaveh Rastegar: basso
- Michael Urbano: batteria

## Scaletta
1. Il mio pensiero
2. Atto di fede
3. Angelo della nebbia
4. La linea sottile
5. Quando canterai la tua canzone
6. Il campo delle lucciole
7. Vivo morto o X
8. Walter il mago
9. Certe notti
10. Tra palco e realtà
11. Un colpo all'anima
12. Il peso della valigia
13. Il centro del mondo
14. Ti sento
15. Miss Mondo '99
16. Piccola stella senza cielo
17. Questa è la mia vita
18. Ci sei sempre stata
19. Balliamo sul mondo
20. Urlando contro il cielo
21. Buonanotte all'Italia
22. Il meglio deve ancora venire
23. Taca banda